# Licenza edilizia
La licenza edilizia in Italia era un atto amministrativo, primo atto urbanistico definito dall'ordinamento normativo italiano, concernente l'attività edilizia sul territorio nazionale.
Essa era rilasciata gratuitamente e a chiunque ne facesse richiesta (dimostrando però di avere un qualsiasi diritto sul terreno dove si voleva edificare). È stata sostituita nel 1977 dalla concessione edilizia e successivamente, dal 2001, dal permesso di costruire.

## Storia
Fu introdotta per la prima volta in Italia dall'art, 31 della legge 17 agosto 1942, n. 1150; con la legge 6 agosto 1967, n. 765 (legge Ponte) l'obbligo della licenza edilizia venne esteso a tutto il territorio comunale (nel centro abitato e fuori) rimanendo comunque gratuita.
Con la legge 28 gennaio 1977, n. 10 fu sostituita dalla concessione edilizia diventando però un titolo oneroso. Dal punto di vista giuridico la modifica fu sostanziale: il proprietario del suolo, in tal modo, non aveva più la facoltà di costruire per il solo suo diritto derivante dal titolo di proprietà, lo ius aedificandi, ma egli diventava titolare del diritto previa autorizzazione onerosa tramite uno specifico provvedimento concessorio da parte della pubblica amministrazione italiana.
La concessione edilizia venne poi a sua volta sostituita dal permesso di costruire, così come disposto dal DPR 6 giugno 2001, n. 380.

## Descrizione
Il rilascio era a cura del podestà, che la concedeva anche nel caso di costruzioni su aree demaniali, entro 60 giorni dal ricevimento della richiesta formulata dall'interessato, stabilendo la facoltà del medesimo di ricorrere entro tale termine in caso di silenzio-rifiuto.
La norma subordinava il suo rilascio "alla esistenza delle opere di urbanizzazione primaria o alla previsione da parte dei Comuni dell'attuazione delle stesse nel successivo triennio o all'impegno dei privati di procedere all'attuazione delle medesime contemporaneamente alle costruzioni oggetto della licenza", e dava il diritto al titolare di effettuare interventi edilizi nei centri abitati e nelle zone di espansione, se definite in un eventuale piano regolatore generale comunale.